# Medusa gigante
La medusa gigante es un animal mítico del que en diversas épocas y lugares se han reportado avistamientos, siendo uno de los más populares, pero no por ello verificado, el que afirma que en 1973 el navío Kuranda que cubría el trayecto entre las islas Fiyi y Australia fue atacado por una medusa gigante de aproximadamente 60 metros de longitud, teniendo que acudir un segundo barco, el Hercules, en su auxilio. 
Hasta esta medusa moderna, la más grande reportada se afirma que fue encontrada en 1865 en una bahía de Massachusetts, perteneciente aparentemente a la familia de las Cyanea capillata arctica, con un cuerpo de 2,35 metros y tentáculos de 35 metros.